# ジェニー・ワグナー
ジェニー・ワグナー（Jenny Wagner、1939年 - ） は、オーストラリアの作家で、児童文学作品で知られている。
ワグナーはイギリスで生まれ、1948年頃にオーストラリアに移住した。彼女はメルボルン大学で言語学を学び、オーストラリア放送協会のテレビ番組シリーズ「ベルバード (TV)」の脚本家を務めた。オランダ語、ドイツ語、スウェーデン語を習い、最初の作品はオランダ語とドイツ語だった。
彼女は後に夫と共にクィーンズランドに住み、1991年にはユーマンディに居た。
専業作家となる前に、ワグナーはコーヒーラウンジを経営していたが、それはオーストラリア生まれの義理の母に感化されたもので、そこでは全てが伝統的なやり方で作られていた。

## 栄誉

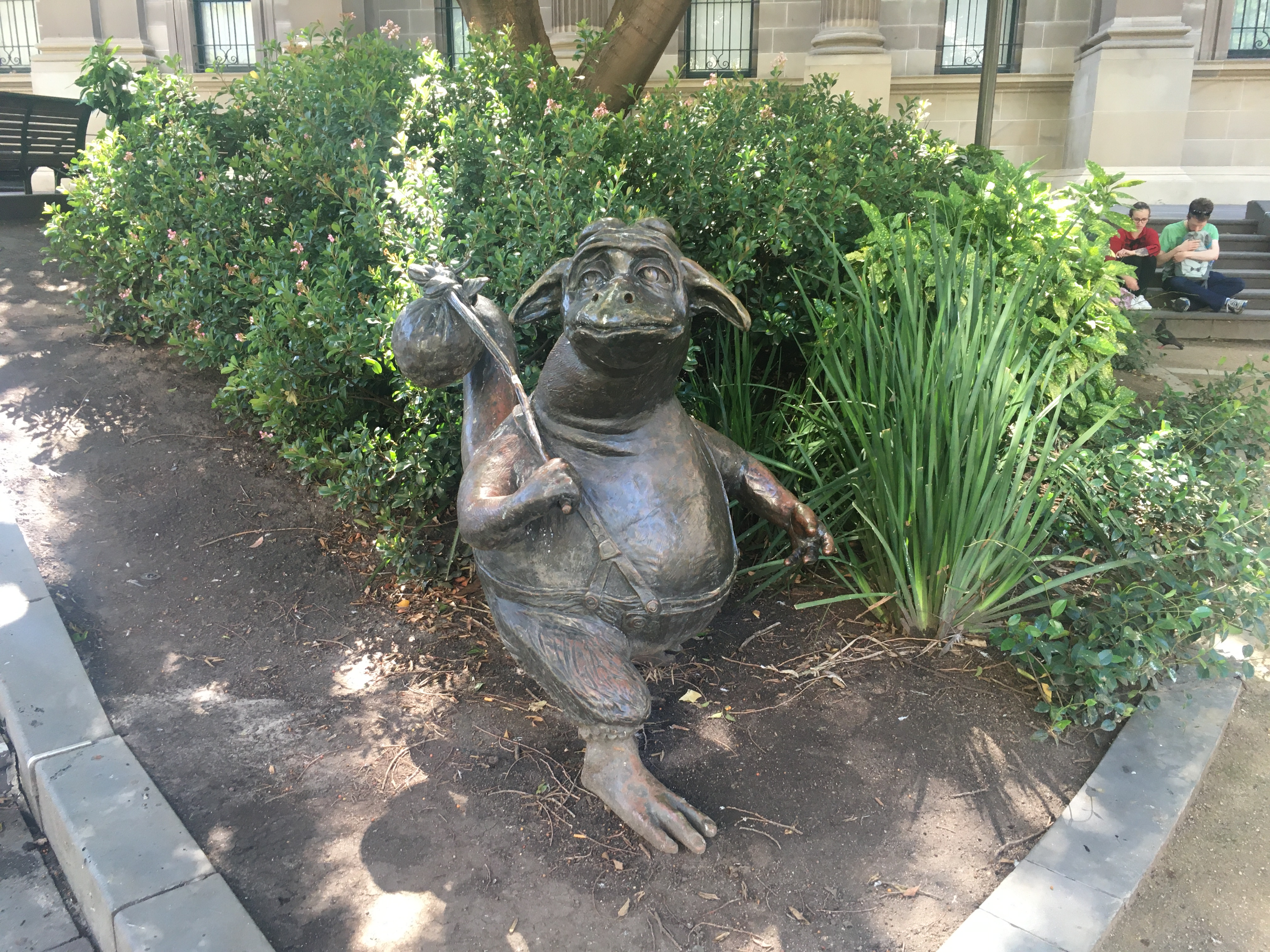
バークレー・クリークのバニップ

彼女は絵本部門の児童図書賞を1974年と1978年に受賞した。
1991年にはオーストラリア政府の文学委員会から2年間のフェローシップを授与された。
ロン・ブルックス作「バークレー・クリークのバニップ」の銅像が、ビクトリア州立図書館の前庭に置かれている。

## 著作
- The Werewolf Knight (1972) illustrated by Karl Holmes[6]
- Aranea (1974) with illustrations by Ron Brooks, was "highly commended" in the 1976 Picture Book of the Year awards.[7] but called "drab and uninteresting to children" by a reviewer.[8]
  - 『アラネア：あるクモのぼうけん』J.ワグナー文；R.ブルックス絵；大岡信訳．岩波書店、1979年 NDL
- Hannibal (1974)
- The Bunyip of Berkeley's Creek (1974)[9]
- John Brown, Rose, and the Midnight Cat (1976, new edition illustrated by Ron Brooks 1978)[10] Winner, Picture Book of the Year, 1978.[11] and co-winner, Children's Book Award at the (New South Wales) Premier's Literary Awards.[12]  It was produced as a puppet play in 1983. A German-language edition Oskar und die Mitternachtskatze was published in Munich in 1991.[13]
  - 『まっくろけのまよなかネコよおはいり』J.ワグナー文；R.ブルックス絵；大岡信訳．岩波書店、1978年 NDL
- The Nimbin (1978)[14] Adapted for puppet theatre in 1993.[15]
- Jo-Jo and Mike, Thomas Nelson 1982; illustrations by Anne James[16]
- Goanna (1989) illustrated by Noela Hills[17]
- Message from Avalon 1990 Jam Roll Press, Brisbane.[18]
- Amy's Monster (1991)
- The Sourdough Cookbook 1992[4]
- On Writing Books for Children Allen & Unwin.[19]
- Motor Bill and the Lovely Caroline (1994)[20]
- Cassidy's Magic (2001)